# 威廉·F·马丁
威廉·F·马丁（昵称：比尔·马丁，Bill Martin，1957年2月16日—）是一位美国植物学家和分子生物学家，与米克洛什·米勒（Miklós Müller）共同提出了真核生物起源的氢气假说。